# Delivered Ex Ship
Pour les articles homonymes, voir DES.
Delivered Ex Ship (DES) était un Incoterms® (International Commercial Terms) créé en 1936 lors de la 1ère version des Incoterms® diffusée par la Chambre de Commerce Internationale. Il a été abandonné lors du passage aux Incoterms® 2010 le 1er janvier 2011.
Cet Incoterms® était très proche du CIF. Comme pour CIF, le vendeur payait tous les coûts de transport jusqu'au port de destination et le transfert de risques avait lieu lorsque le bateau était arrivé à son port de destination, les marchandises n'étant pas déchargées. 
Il y avait 2 différences fondamentales avec CIF. Le vendeur ne payait pas d'assurance et la quantité payée était celle déchargée du navire et pas la quantité chargée à bord comme dans le cas d'une vente CIF.